# Vikings (filme)
Viking (em russo:  Викинг) é um épico de ação de 2016, dirigido por Andrei Kravchuk, com Danila Kozlovsky no papel de Vladimir, o Grande, grão-príncipe de Quieve. O filme fora inspirado em duas obras históricas, sendo elas a Crônica Primária e as Sagas dos reis.